# Marine Le Pen
Marion Anne Perrine Le Pen (francés: [maʁin lə pɛn]; Neuilly-sur-Seine, Isla de Francia, 5 de agosto de 1968), conocida como Marine Le Pen, es una política y abogada francesa. Ha sido ampliamente definida como una política de extrema derecha. Actualmente se desempeña como diputada de la Asamblea Nacional por el 11° distrito electoral de Pas-de-Calais desde 2017. Fue presidenta de Agrupación Nacional (anteriormente Frente Nacional) hasta 2021, para lanzar su campaña en las elecciones presidenciales de 2022.
Es la hija menor del exlíder del partido Jean-Marie Le Pen y la tía de la exdiputada del FN Marion Maréchal. Le Pen se incorporó al FN en 1986. Fue elegida consejera regional de Nord-Pas-de-Calais (1998-2004; 2010-2015), Île-de-France (2004-2010) y Hauts-de-France (2015-presente), miembro del Parlamento Europeo (2004-2017), así como concejal municipal de Hénin-Beaumont (2008-2011). Consiguió la dirección del FN en 2011, con el 67,6 % de los votos, derrotando a Bruno Gollnisch y sucediendo a su padre, que había sido presidente del partido desde su fundación en 1972. En 2012, ocupó el tercer lugar en las elecciones presidenciales con el 17,9 % de los votos, detrás de François Hollande y Nicolas Sarkozy. Lanzó una segunda candidatura a la presidencia en las elecciones de 2017. Terminó segunda en la primera vuelta de las elecciones con el 21,3 % de los votos y se enfrentó a Emmanuel Macron del partido centrista En Marche! en la segunda ronda de votaciones. El 7 de mayo de 2017, perdió después de recibir aproximadamente el 33,9 % de los votos en la segunda vuelta. En 2020, anunció su tercera candidatura a la presidencia en las elecciones de 2022.
Descrita como más moderada que su padre nacionalista, Le Pen ha liderado un movimiento de "des-demonización del Frente Nacional" para suavizar su imagen, basado en posiciones renovadas y equipos renovados, además de expulsar a miembros controvertidos acusados de racismo, antisemitismo o petainismo. Expulsó a su padre del partido el 20 de agosto de 2015, luego de que éste realizara nuevas declaraciones controvertidas. También ha relajado algunas posiciones políticas del partido, abogando por las uniones civiles para parejas del mismo sexo en lugar de la oposición previa de su partido al reconocimiento legal de las parejas del mismo sexo, aceptando el aborto incondicional y retirando la pena de muerte de su plataforma. Es una opositora vocal de los Estados Unidos y la OTAN, se ha comprometido a sacar a Francia de sus esferas de influencia. Le Pen se opone fuertemente al multiculturalismo, llamándolo "un arma para el extremismo islámico" y ha apoyado leyes en contra del uso de símbolos religiosos en público que han sido categorizadas por algunos como Islamofobicas. En varias ocasiones ha mostrado su apoyo al mandatario ruso Vladímir Putin y, a pesar de condenar la Invasión rusa de Ucrania de 2022, se ha negado a retirar su apoyo a Putin, llamándolo "un posible aliado para Francia".
Le Pen fue presentada por Time como una de las 100 personas más influyentes del mundo en 2011 y 2015. En 2016, Politico la clasificó como la segunda eurodiputada más influyente del Parlamento Europeo, después del presidente del Parlamento Europeo, Martin Schulz.
El 31 de marzo de 2025, la justicia francesa inhabilitó a Marine Le Pen durante un período de cinco años, lo que la imposibilitaría a presentarse en las siguientes elecciones presidenciales; además de ello, fue condenada al pago de una multa de 100 000 euros y a cuatro años de prisión por malversación de fondos públicos.

## Primeros años y educación

### Infancia
Marion Anne Perrine Le Pen nació el 5 de agosto de 1968 en Neuilly-sur-Seine, la menor de tres hijas de Jean-Marie Le Pen, un político bretón y exparacaidista, y su primera esposa, Pierrette Lalanne. Se bautizó el 25 de abril de 1969 en La Madeleine. Su padrino fue Henri Botey, un pariente de su padre.
Tiene dos hermanas: Yann y Marie Caroline. En 1976, cuando Marine tenía ocho años, una bomba destinada a su padre explotó en la escalera fuera del apartamento de la familia mientras dormían. La explosión abrió un agujero en la pared exterior del edificio, pero Marine, sus dos hermanas mayores y sus padres resultaron ilesos.
Estudió en el Lycée Florent Schmitt en Saint-Cloud. Su madre dejó a la familia en 1984, cuando Marine tenía 16 años. Le Pen escribió en su autobiografía que el efecto fue "el más espantoso, cruel y aplastante de los dolores del corazón: mi madre no me amaba". Sus padres se divorciaron en 1987.

### Estudios jurídicos y trabajo
Le Pen estudió derecho en la Universidad Panthéon-Assas, donde se graduó con una maestría en derecho en 1991 y una maestría en estudios avanzados en derecho penal en 1992. Inscrita en el colegio de abogados de París, trabajó como abogada durante seis años (1992-1998), compareciendo regularmente ante la sala penal del tribunal de distrito 23 de París, que juzga las comparecencias inmediatas, y a menudo actuando como defensora pública. Fue miembro del Colegio de Abogados de París hasta 1998, cuando se incorporó al departamento jurídico del Frente Nacional.

### Vida personal
Le Pen se crio como católica. En 1995, se casó con Franck Chauffroy, un ejecutivo de negocios que trabajaba para el Frente Nacional. Tiene tres hijos con Chauffroy (Jehanne, Louis y Mathilde). Después de su divorcio de Chauffroy en 2000, se casó con Eric Lorio en 2002, ex secretario nacional del Frente Nacional y exasesor de las elecciones regionales en Nord-Pas-de-Calais. Se divorciaron en 2006.
Desde 2009 hasta 2019, estuvo en una relación con Louis Aliot, quien es de origen étnico francés Pied-Noir y judío argelino. Fue secretario general del Frente Nacional de 2005 a 2010, luego vicepresidente del Frente Nacional. Pasa la mayor parte del tiempo en Saint-Cloud y vive en La Celle-Saint-Cloud con sus tres hijos desde septiembre de 2014. Tiene un apartamento en Hénin-Beaumont. En 2010 compró una casa con Aliot en Millas.

## Carrera política temprana

### 1986-2010: ascenso en el frente nacional
Marine Le Pen se incorporó al FN en 1986, a la edad de 18 años. Adquirió su primer mandato político en 1988 cuando fue elegida Consejera Regional para Nord-Pas-de-Calais. Ese mismo año se incorporó a la rama jurídica del FN, que dirigió hasta 2003.
En 2000, se convirtió en presidenta de Generations Le Pen, una asociación informal cercana al partido que tenía como objetivo "des-demonizar al Frente Nacional". Se convirtió en miembro del Comité Ejecutivo del FN (francés: bureau politique) en 2000 y se convirtió en vicepresidenta del FN en 2003. En 2006, dirigió la campaña presidencial de su padre, Jean-Marie Le Pen. Se convirtió en una de las dos vicepresidentas ejecutivas del FN en 2007, con la responsabilidad de capacitación, comunicación y publicidad.

### 2010-11: campaña de liderazgo
A principios de 2010, Le Pen expresó su intención de postularse como líder del FN, diciendo que esperaba hacer del partido "un gran partido popular que se dirija no solo al electorado de derecha sino a todo el pueblo francés".
El 3 de septiembre de 2010, lanzó su campaña de liderazgo en Cuers, Var. Durante una reunión en París el 14 de noviembre de 2010, dijo que su objetivo no era solo "reunir a nuestra familia política. Consiste en configurar el Frente Nacional como el centro de agrupación de todo el pueblo francés", y agregó que, en su opinión, el líder del FN debería ser el candidato del partido en las elecciones presidenciales de 2012. Pasó cuatro meses haciendo campaña por el liderazgo del FN, manteniendo reuniones con miembros del FN en 51 departamentos. Todos los demás departamentos fueron visitados por uno de sus partidarios oficiales. Durante su última reunión de la campaña en Hénin-Beaumont el 19 de diciembre de 2010, afirmó que el FN presentaría el verdadero debate de la próxima campaña presidencial. Su candidatura fue respaldada por una mayoría de figuras importantes del partido, incluido Jean-Marie Le Pen, su padre.
En varias ocasiones durante su campaña descartó cualquier alianza política con la Unión por un Movimiento Popular. También se distanció de algunas de las declaraciones más controvertidas de Jean-Marie Le Pen, como las relativas a crímenes de guerra. Si bien su padre había suscitado controversia al decir que las cámaras de gas eran "un detalle de la historia de la Segunda Guerra Mundial", ella las describió como "el colmo de la barbarie".
En diciembre de 2010 y principios de enero de 2011, los miembros del FN votaron por correo para elegir a su nuevo presidente y a los miembros del comité central. El partido celebró un congreso en Tours del 15 al 16 de enero. El 16 de enero de 2011, Marine Le Pen fue elegida nueva presidenta del FN, con el 67,65 % de los votos (11 546 votos contra 5 522 para Bruno Gollnisch), y Jean-Marie Le Pen fue nombrado presidente honorario.

### Controversia
Marine Le Pen recibió una atención considerable de los medios de comunicación durante la campaña como resultado de los comentarios hechos durante un discurso a los miembros del partido en Lyon el 10 de diciembre de 2010, en el que comparó el bloqueo de calles y plazas públicas en ciudades francesas (en particular rue Myrha en el distrito 18 de París) para las oraciones musulmanas con la ocupación nazi de Francia. Ella dijo:

Para aquellos que quieran hablar mucho de la Segunda Guerra Mundial, si se trata de ocupación, entonces también podríamos hablar de eso (oraciones musulmanas en las calles), porque eso es ocupación de territorio ... Es una ocupación de secciones del territorio, de distritos en los que se aplican leyes religiosas ... Por supuesto que no hay tanques, no hay soldados, pero sin embargo es una ocupación y pesa mucho sobre los residentes locales.

Sus comentarios fueron criticados. François Baroin, el portavoz del gobierno, rechazó su provocación y "odio" a los demás. El Consejo Representativo de Instituciones Judías Francesas (CRIF), el Consejo Francés de Fe Musulmana (CFCM) y la Liga Internacional contra el Racismo y el Antisemitismo (LICRA) condenaron su declaración, y grupos como el MRAP (Movimiento Contra el Racismo y por la Amistad entre los Pueblos) y la Liga Francesa de Derechos Humanos (LDH) declararon su intención de presentar una denuncia formal. El imán de la Gran Mezquita de París y expresidente de la CFCM, Dalil Boubakeur, comentó que aunque su paralelo era cuestionable y condenable, había hecho un comentario válido.
Louis Aliot, socio de Le Pen, miembro del Comité Ejecutivo del FN, criticó "el intento de manipulación de opinión por parte de grupos comunitarios y de los realmente responsables de la situación actual en Francia". El 13 de diciembre de 2010, Le Pen reafirmó su declaración durante una conferencia de prensa en la sede del FN en Nanterre. Después de los comentarios de Jean-François Kahn en BFM TV el 13 de diciembre de 2010, acusó al Palacio del Elíseo de organizar una "manipulación estatal" con la intención de demonizarla en la opinión pública.
El 15 de diciembre de 2015, un tribunal de Lyon la absolvió de "incitar al odio" y dictaminó que su declaración "no estaba dirigida a toda la comunidad musulmana" y estaba protegida "como parte de la libertad de expresión".

## Liderazgo del Frente Nacional

### Des-demonización del FN
A menudo se juzga a Marine Le Pen como más moderada que su padre, Jean-Marie Le Pen. Los comentaristas han destacado cómo su imagen tranquila contrasta con los estereotipos generalmente atribuidos a su familia política. Al comienzo de su ascenso mediático, a menudo hablaba de su trato particular como hija de "Le Pen" y del ataque de 1976 (entonces la mayor explosión de bomba en Francia desde la Segunda Guerra Mundial). Se ha visto como una forma de humanizar a su partido.

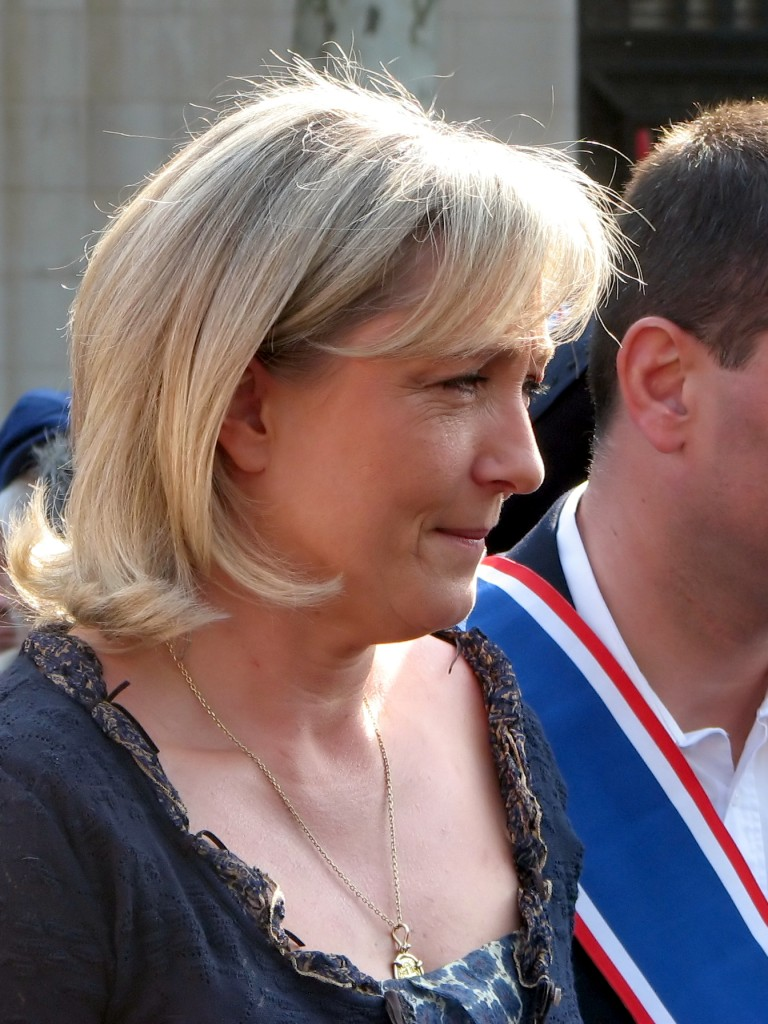
Marine Le Pen en la tradicional marcha de Juana de Arco, 3 de mayo de 2007.

Por ejemplo, Bernard-Henri Lévy, un fuerte oponente del FN, habló de "una extrema derecha con rostro humano". La periodista Michèle Cotta afirma que el hecho de que sea una mujer joven que condena el racismo y rechaza las "faltas" de su padre (en particular, su disfrute de escandalizar a otras personas) contribuyó a su estrategia de des-demonización del Frente Nacional. Las referencias a la Segunda Guerra Mundial o a las guerras coloniales francesas están ausentes en sus discursos, que a menudo se consideran una brecha generacional. Se distanció de su padre con el tema de las cámaras de gas que él llamó "un detalle en la historia de la Segunda Guerra Mundial", diciendo que ella "no compartía la misma visión de estos eventos". L'Express escribió que la expulsión de Jean-Marie Le Pen en 2015 fue la culminación de su esfuerzo.
En una entrevista de RTL de 2010, Le Pen afirmó que su estrategia no consistía en cambiar el programa del FN, sino en mostrarlo como realmente es, en lugar de la imagen que le dieron los medios de comunicación en las décadas anteriores. Los medios de comunicación y sus adversarios políticos están acusados de difundir una imagen "injusta, equivocada y caricaturesca" del Frente Nacional. Rechaza la calificación de extrema derecha, considerándola un término "peyorativo": "¿Cómo voy a ser de un partido de extrema derecha? ... No creo que nuestras proposiciones sean proposiciones extremas, cualquiera que sea el tema". Sin embargo, la extrema derecha radical (por ejemplo, Minute, Rivarol, Patrick Buisson, Henry de Lesquen) le reprochó que abandonara o suavizara sus posturas sobre la inmigración, el matrimonio homosexual y el aborto. En su discurso en Lyon el 10 de diciembre de 2010, mencionó el destino de los gais que viven en barrios difíciles, víctimas de leyes religiosas que reemplazan a la ley republicana.
En 2014, la revista estadounidense Foreign Policy la mencionó, junto con otros cuatro franceses, en su lista de los 100 pensadores globales del año, subrayando la forma en que "renovó la imagen" de su partido, que se había convertido en modelo para otros partidos de derecha en Europa tras su éxito en las elecciones europeas. A nivel europeo, frenó la alianza construida por su padre con algunos partidos de extrema derecha y se negó a formar parte de un grupo con el radical Jobbik y el partido neonazi Amanecer Dorado. Sus aliados transnacionales comparten el hecho de que han condenado oficialmente el antisemitismo, aceptado un enfoque más liberal hacia los asuntos sociales y, a veces, son proisraelíes como el PVV holandés. El historiador francés Nicolas Lebourg concluyó que ella es vista como una brújula a seguir mientras mantiene las particularidades locales.
Mientras que otros populistas europeos abrazaron la candidatura de Donald Trump como presidente de Estados Unidos en 2016, ella solo lo apoyó diciendo: "Para Francia, cualquier cosa es mejor que Hillary Clinton". Sin embargo, el 8 de noviembre de 2016 publicó un tuit felicitando a Trump por su victoria presidencial. Sin embargo, su estrategia tiene dificultades ya que su imagen parece seguir siendo controvertida: la alemana Angela Merkel ha dicho que "contribuirá a hacer que otras fuerzas políticas sean más fuertes que el Frente Nacional" e Israel todavía tiene una mala opinión de su partido. Nigel Farage ha dicho: "Nunca he dicho una mala palabra sobre Marine Le Pen; nunca he dicho una buena palabra sobre su partido".
Su programa social y su apoyo a SYRIZA en las elecciones generales griegas de 2015 han llevado a Nicolas Sarkozy a declararla una política de extrema izquierda que comparte algunas de las propuestas de Jean-Luc Mélenchon. El presidente François Hollande dijo que estaba hablando "como un folleto del Partido Comunista". Eric Zemmour, periodista del periódico conservador Le Figaro, escribió durante las elecciones presidenciales de 2012 que el FN se había convertido en un partido de izquierda bajo la influencia del asesor Florian Philippot. También ha relajado algunas posiciones políticas del partido, abogando por las uniones civiles para parejas del mismo sexo en lugar de la oposición previa de su partido al reconocimiento legal de las parejas del mismo sexo, aceptando el aborto incondicional y retirando la pena de muerte de su plataforma.

### Primeros pasos como nueva líder: 2011

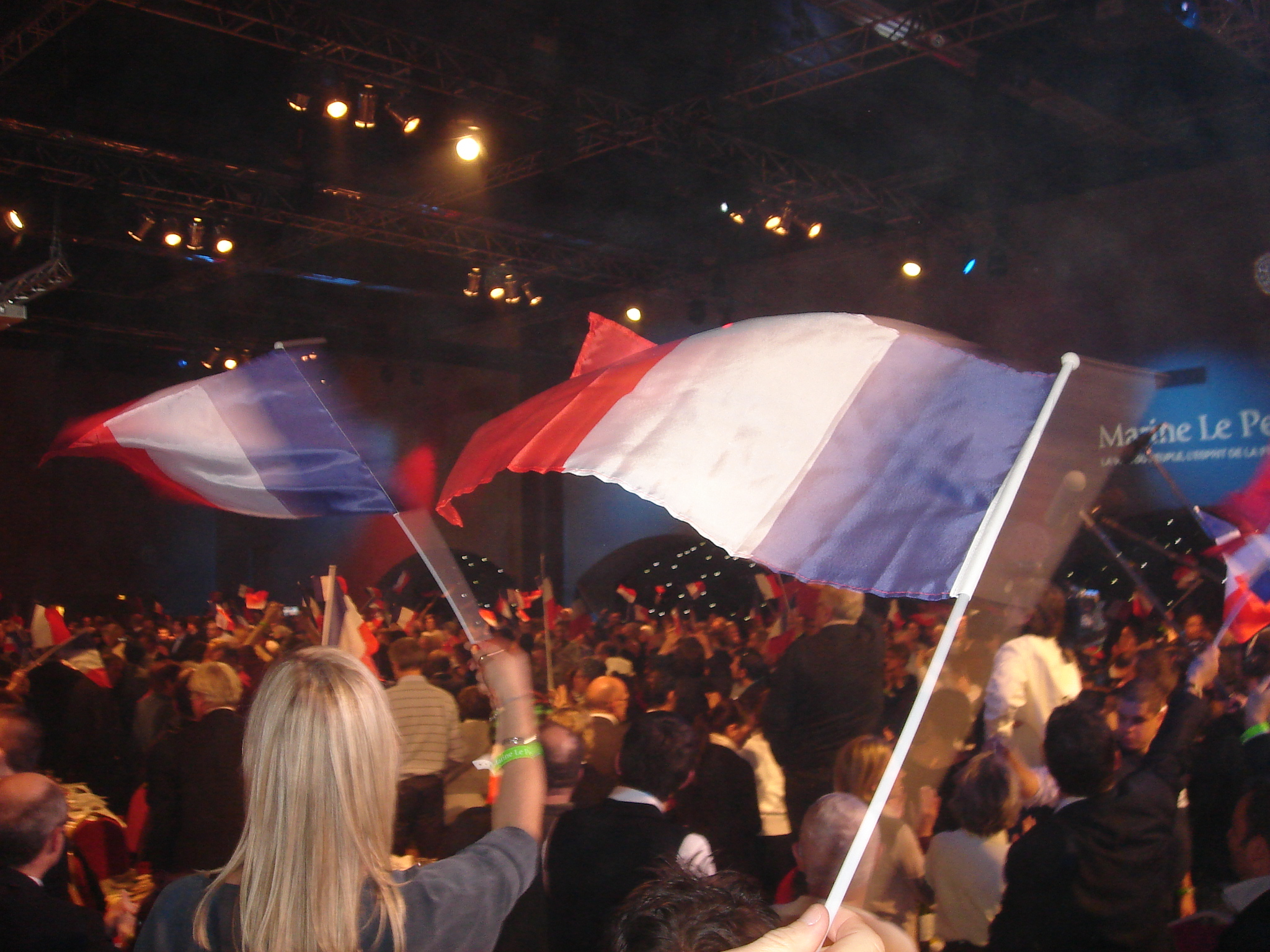
Partidarios de Marine Le Pen en 2011.

Como presidenta del Frente Nacional, Marine Le Pen se encuentra actualmente como miembro ex officio entre la Oficina Ejecutiva del FN (8 miembros), el Comité Ejecutivo (42 miembros) y el Comité Central (3 miembros ex officio, 100 miembros electos, 20 miembros cooptados).
Durante su discurso de apertura en Tours el 16 de enero de 2011, abogó por "restaurar el marco político de la comunidad nacional" y por implementar la democracia directa que posibilita la "responsabilidad cívica y el vínculo colectivo" gracias a la participación de ciudadanos con espíritu público para las decisiones. El tema político predominante fue la defensa de un Estado protector y eficiente, que favorece el secularismo, la prosperidad y las libertades. También denunció la "Europa de Bruselas" que "en todas partes impuso los principios destructivos del ultraliberalismo y el libre comercio, a expensas de los servicios públicos, el empleo, la equidad social e incluso nuestro crecimiento económico que se convirtió en veinte años en el más débil del mundo". Después de la tradicional marcha de Juana de Arco y la marcha del Día del Trabajo en París el 1 de mayo de 2011, pronunció su primer discurso frente a 3 000 simpatizantes. El 11 de agosto de 2011, celebró una conferencia de prensa sobre la actual crisis sistémica.
El 10 y 11 de septiembre de 2011, hizo su reaparición política con el título "La voz del pueblo, el espíritu de Francia" en el centro de convenciones de la Acrópolis de Niza. Durante su discurso de clausura abordó la inmigración, la inseguridad, la situación económica y social, la reindustrialización y el "estado fuerte". Durante una manifestación celebrada ante el Senado el 8 de diciembre de 2011, expresó en un discurso su "oposición firme y absoluta" al derecho de voto de los extranjeros. Realizó regularmente conferencias de prensa temáticas e intervenciones sobre diversos temas de la política francesa, europea e internacional.

### Primera candidatura presidencial: 2011-2012
El 16 de mayo de 2011, la candidatura presidencial de Marine Le Pen fue aprobada por unanimidad por el Comité Ejecutivo del FN. Los días 10 y 11 de septiembre de 2011 lanzó su campaña presidencial en Niza. El 6 de octubre de 2011, realizó una conferencia de prensa para presentar a los miembros de su equipo de campaña presidencial.
En un discurso en París el 19 de noviembre de 2011, Le Pen presentó los temas principales de su campaña presidencial: soberanía del pueblo y democracia, Europa, reindustrialización y un estado fuerte, familia y educación, inmigración y asimilación versus comunitarismo, geopolítica y política internacional. En una conferencia de prensa celebrada el 12 de enero de 2012, presentó una evaluación detallada de su proyecto presidencial y un plan para reducir la deuda de Francia. En otra conferencia de prensa celebrada el 1 de febrero de 2012, describió sus políticas para los departamentos y territorios de ultramar de Francia. Muchos observadores señalaron su tendencia a centrarse en cuestiones económicas y sociales como la globalización y las deslocalizaciones, en lugar de la inmigración o el orden público, que hasta entonces habían sido los temas centrales del FN. El 11 de diciembre de 2011, celebró su primera reunión de campaña en Metz, y desde principios de enero hasta mediados de abril de 2012, celebró reuniones similares cada semana en las principales ciudades francesas. El 17 de abril de 2012, entre 6 000 y 7 000 personas participaron en su última reunión de campaña, celebrada en el Zenith de París.
El 13 de marzo de 2012, anunció que había recogido las 500 firmas necesarias para participar en las elecciones presidenciales. El 19 de marzo de 2012, el Consejo Constitucional aprobó su candidatura y las de nueve competidores. El 22 de abril de 2012, obtuvo el 17,90 % (6 421 426 votos) en la primera vuelta, terminando en la tercera posición detrás de François Hollande y el actual presidente Nicolas Sarkozy. Obtuvo mejores resultados, tanto en porcentaje de voto como en número de votos, que Jean-Marie Le Pen en las elecciones presidenciales de 2002 (16,86%, 4 804 772 votos en la primera vuelta; 17,79 %, 5 525 034 votos en la segunda vuelta).

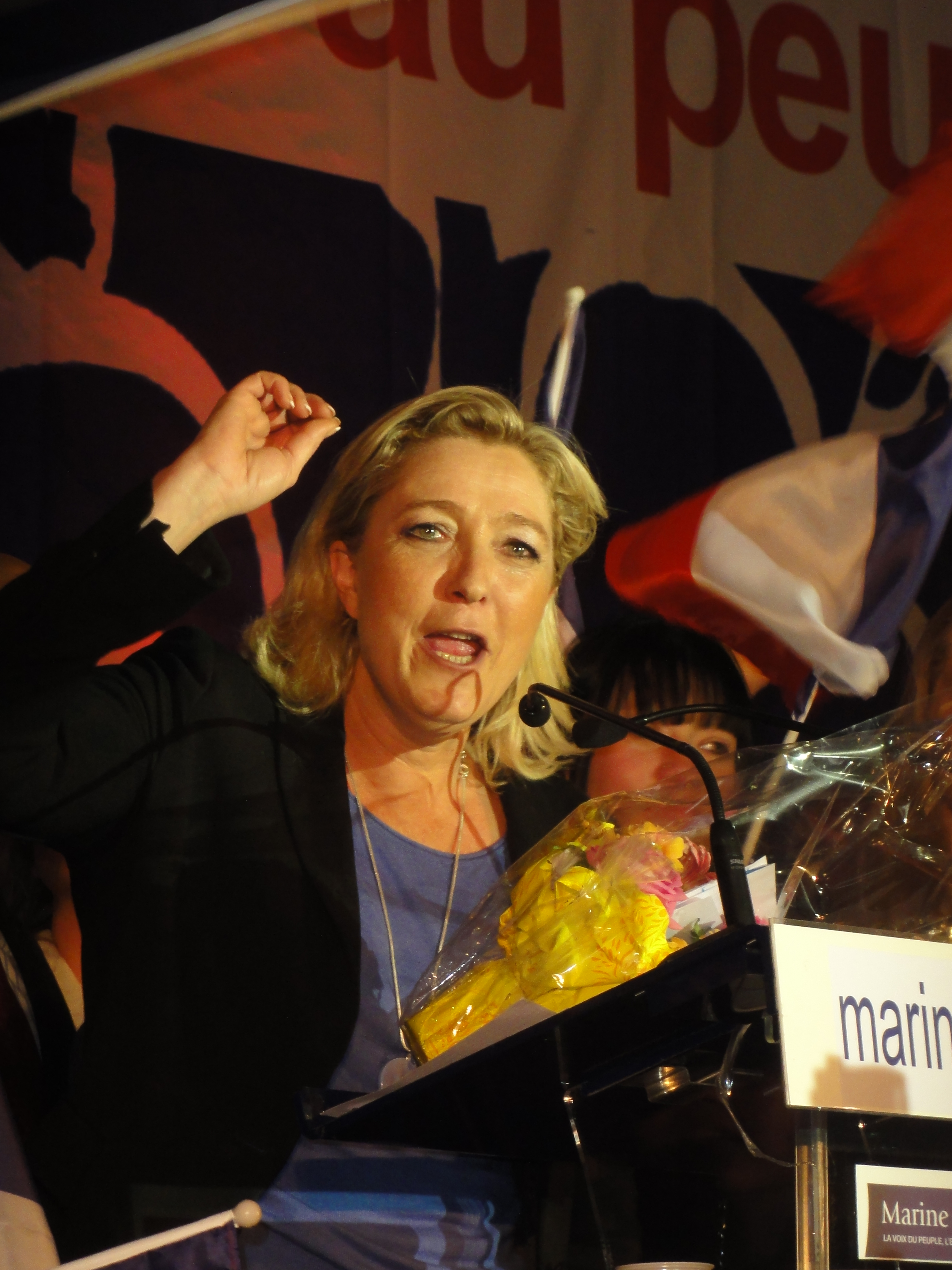
Marine Le Pen durante su campaña presidencial, el 15 de abril de 2012.

Le Pen obtuvo el primer lugar en Gard (25,51 %, 106 646 votos), mientras que Sarkozy y Hollande obtuvieron un 24,86 % (103 927 votos) y un 24,11% (100 778 votos) respectivamente. También ocupó el primer lugar en su bastión municipal de Hénin-Beaumont (35,48 %, 4 924 votos), donde Hollande y Sarkozy obtuvieron 26,82 % (3 723 votos) y 15,76 % (2 187 votos) respectivamente. Logró sus resultados más altos al este de la línea que va de El Havre en el norte a Perpiñán en el sur, y, a la inversa, ganó menos votos en el oeste de Francia, especialmente en las grandes ciudades como París, extranjeros y entre los ciudadanos franceses que viven en el extranjero (5,95 %, 23,995 votos). Sin embargo, obtuvo buenos resultados en dos departamentos rurales del oeste de Francia: Orne (20,00 %, 34 757 votos) y Sarthe (19,17 %, 62 516 votos).
Su resultado regional más alto fue en Picardía (25.03 %, 266 041 votos), su resultado departamental más alto en Vaucluse (27.03 %, 84 585 votos), y su resultado en el extranjero más alto en San Pedro y Miquelón (15.81 %, 416 votos).

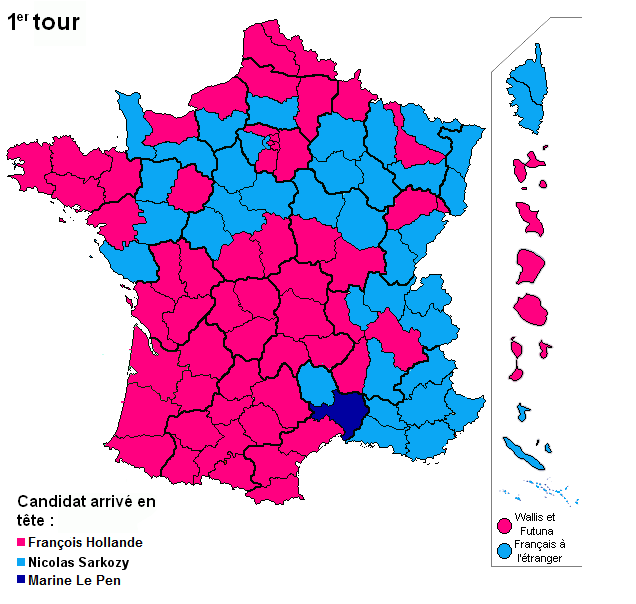
Resultados de la primera ronda: candidatos con más votos por departamentos (Francia continental, extranjeros y ciudadanos franceses residentes en el extranjero). Marine Le Pen fue la primera en Gard.

Resultados de la primera vuelta: candidatos con más votos por municipios de la Francia metropolitana (gris oscuro: Marine Le Pen).

Logró su resultado regional más bajo en Île-de-France (12,28 %, 655 926 votos), su resultado departamental más bajo en París (6,20 %, 61 503 votos), y su resultado en el extranjero más bajo en Wallis y Futuna ( 2,37 %, 152 votos).
El sociólogo francés Sylvain Crépon, que analizó los grupos sociales y ocupacionales de los votantes del FN en 2012, explicó: "El voto del FN está formado por las víctimas de la globalización. Son los pequeños comerciantes los que se hunden por la crisis económica y la competencia de los hipermercados fuera de la ciudad; son los trabajadores mal pagados del sector privado; los desempleados. El FN obtiene una buena puntuación entre las personas que viven en la pobreza, que tienen un miedo real sobre cómo llegar a fin de mes". Crépon también analizó el aumento del voto del FN en las áreas "rurales" y los recientes cambios sociológicos en estas áreas compuestas por pequeños pueblos de provincia y nuevos cinturones de cercanías urbanas construidos en las afueras de las ciudades: "La subclase rural ya no es agrícola. Son las personas que han huido de las grandes ciudades y los suburbios del interior porque ya no pueden permitirse vivir allí. Muchas de estas personas habrán tenido una experiencia reciente de vivir en las banlieues (suburbios de alta inmigración) y han tenido contacto con los problemas de la inseguridad". Los comentaristas también señalaron que había más jóvenes y mujeres votando por el partido en 2012.
El 1 de mayo de 2012, durante un discurso pronunciado en París después de la tradicional marcha de Juana de Arco y el Día del Trabajo, Le Pen se negó a respaldar al presidente en ejercicio Sarkozy o al socialista Hollande en la segunda vuelta del 6 de mayo. Al dirigirse al mitin anual del partido en la Place de l'Opéra, prometió emitir un voto en blanco y les dijo a sus seguidores que votaran con conciencia, diciendo: "Hollande y Sarkozy, ninguno de ellos te salvará. El domingo dejaré un espacio en blanco en voto de protesta. He hecho mi elección. Cada uno de ustedes hará la suya". Acusando a ambos candidatos de rendirse a Europa y a los mercados financieros, preguntó: "¿Quién entre Francois Hollande y Nicolas Sarkozy impondrá el plan de austeridad de la manera más servil? ¿Quién se someterá mejor a las instrucciones del Fondo Monetario Internacional (FMI), el Banco Central Europeo (BCE) o la Comisión Europea?".

### Segunda candidatura presidencial: 2016-2017

#### Candidata líder en encuestas
Marine Le Pen anunció su candidatura para las elecciones presidenciales francesas de 2017 el 8 de abril de 2016, y desde el principio mantuvo un alto apoyo en las encuestas de opinión. Ella nombró al senador del FN David Rachline como su director de campaña. El FN tuvo dificultades para encontrar financiación debido a la negativa de los bancos franceses a proporcionar crédito. En cambio, el FN pidió prestados 9 millones de euros al Primer Banco Checo-Ruso en Moscú en 2014, a pesar de las sanciones de la Unión Europea impuestas a Rusia tras la anexión de Crimea. En febrero de 2016, el FN solicitó a Rusia otro préstamo, esta vez de 27 millones de euros, pero el segundo préstamo no se pagó.

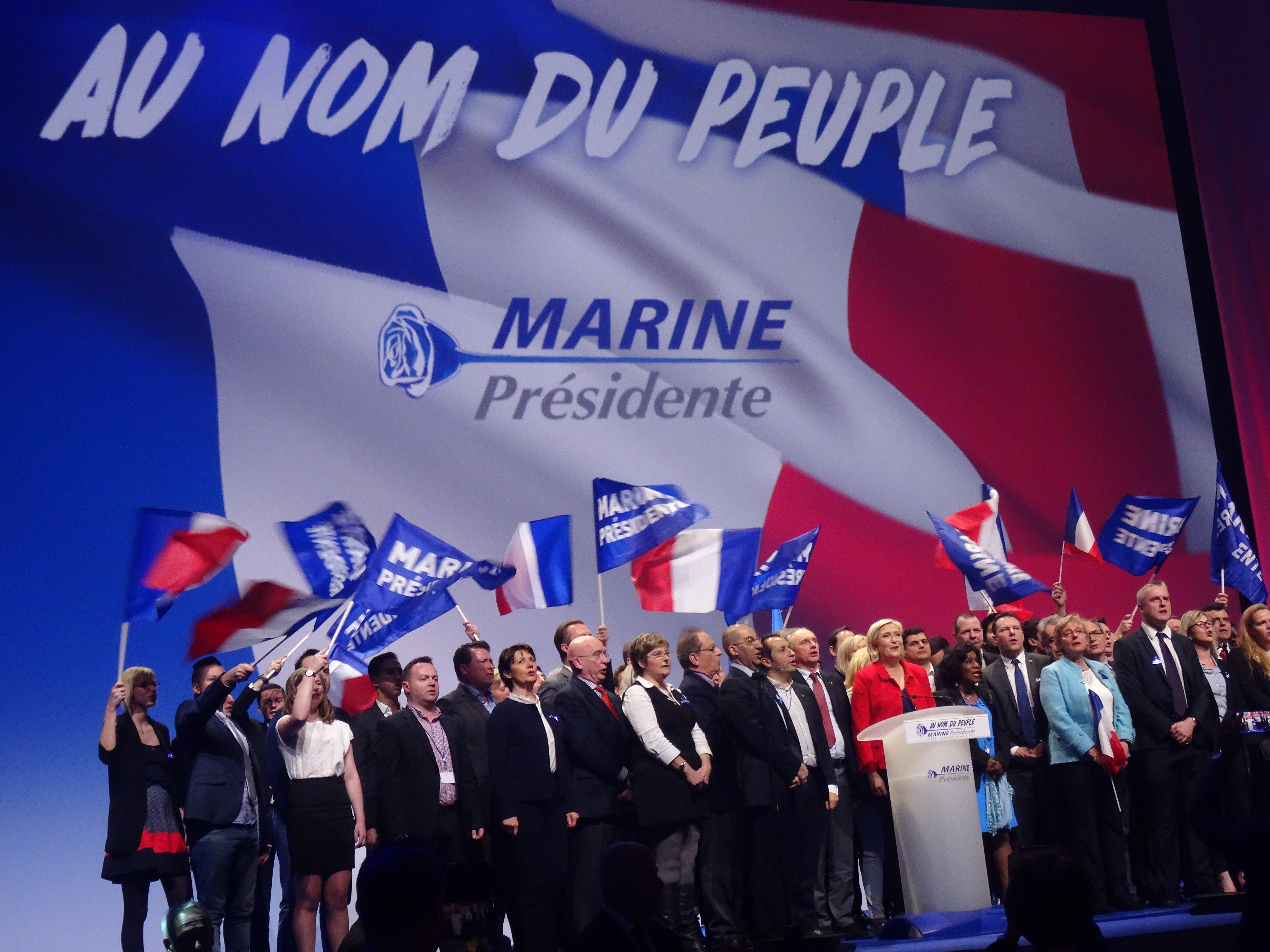
Marine Le Pen durante su campaña presidencial, el 26 de marzo de 2017.

Los analistas políticos sugirieron que la fuerte posición de Le Pen en las encuestas de opinión se debió a la ausencia de primarias en su partido (consolidando su liderazgo), la noticia de la crisis migratoria y los ataques terroristas en Francia (reforzando sus posiciones políticas) y la misma derecha con la campaña de Nicolas Sarkozy en las primarias republicanas (ampliando sus temas). En una entrevista de 2016 con la BBC, Le Pen dijo que la victoria de Donald Trump en las elecciones presidenciales de Estados Unidos la ayudaría, diciendo que Trump había "hecho posible lo que anteriormente se había presentado como imposible". Sin embargo, dijo que no lanzaría oficialmente su campaña antes de febrero de 2017, esperando los resultados de las primarias republicanas y socialistas, y prefirió mantener un perfil bajo en los medios y utilizar think tanks temáticos para expandir y promover su programa político. Como resultado, sus raras apariciones en los medios atrajeron a grandes audiencias (2,3 millones de espectadores para Vie politique en TF1 el 11 de septiembre de 2016 y 4 millones para Une ambition intime en M6 el 16 de octubre).
Las comunicaciones del FN también recibieron atención de los medios: un nuevo cartel inspirado en Mitterrand que la representaba en un paisaje rural con el lema "Francia apaciguada" fue una respuesta a las encuestas que indicaban que seguía siendo controvertida para gran parte del electorado francés. El tratamiento satírico de este cartel hizo que el lema se cambiara por: "En nombre del pueblo". Mientras tanto, el logotipo del FN y el nombre de Le Pen fueron eliminados de los carteles de la campaña.
Le Pen presentó su candidatura el 4 y 5 de febrero de 2017 en Lyon, prometiendo un referéndum sobre la adhesión de Francia a la Unión Europea si no lograba sus objetivos territoriales, monetarios, económicos y legislativos para el país dentro de los seis meses de renegociación con la UE. Su primera aparición de campaña en televisión, cuatro días después, recibió las cifras de audiencia más altas en France 2 desde las elecciones presidenciales anteriores (16,7 % con 3,7 millones de espectadores). Su campaña presidencial de 2017 enfatizó a Le Pen como una figura femenina más suave, con una rosa azul como símbolo prominente de campaña.

#### Campaña
El 2 de marzo de 2017, el Parlamento Europeo votó a favor de revocar la inmunidad procesal de Le Pen por tuitear imágenes violentas. Le Pen tuiteó una imagen del periodista decapitado James Foley en diciembre de 2015, que fue eliminada a petición de la familia de Foley. Le Pen también fue procesada por supuestamente gastar fondos del Parlamento de la UE en su propio partido político; el levantamiento de su inmunidad procesal no se aplica a la investigación en curso sobre el uso indebido de fondos parlamentarios por parte del FN.

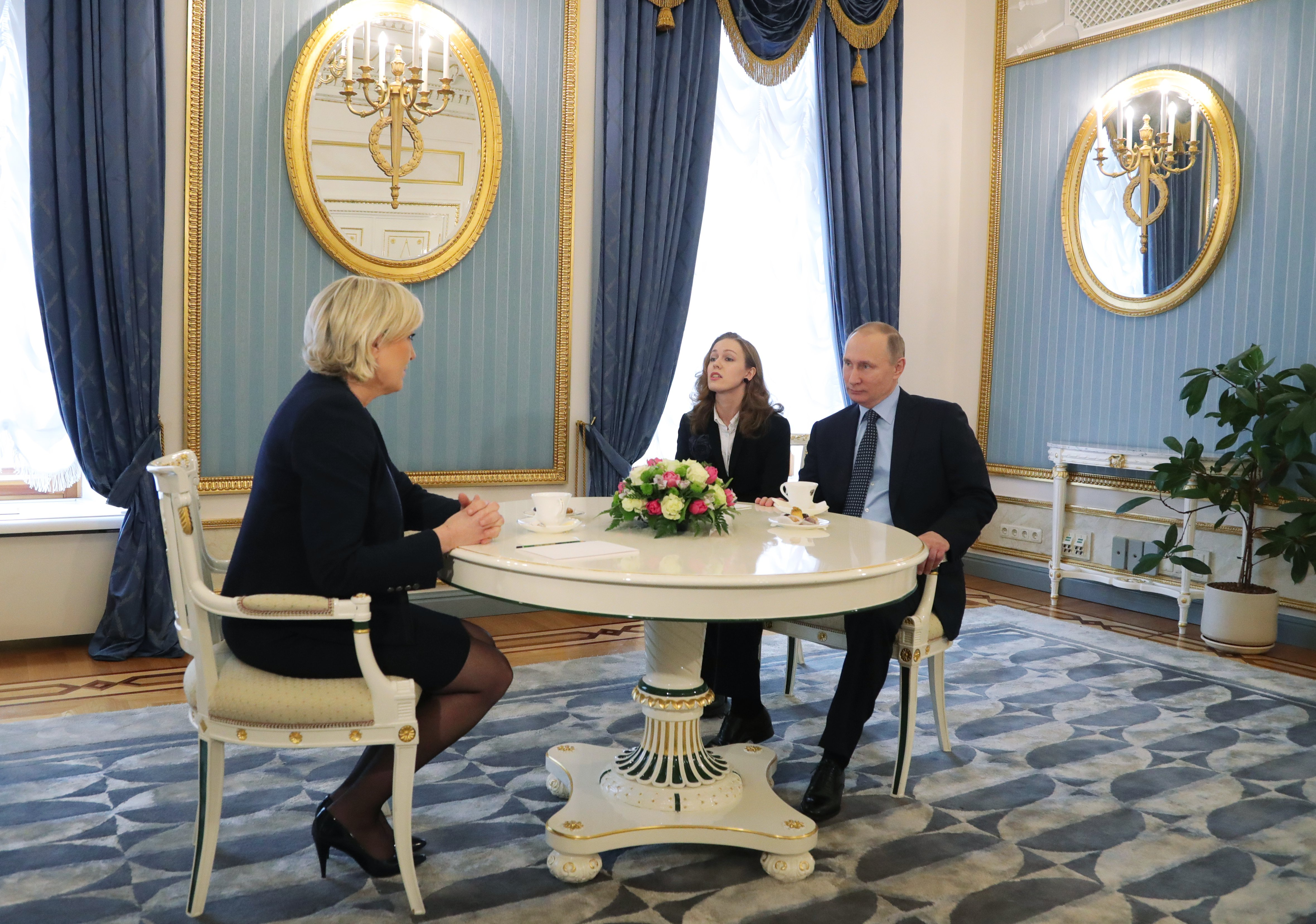
Marine Le Pen y Vladímir Putin en Moscú el 24 de marzo de 2017.

Le Pen se reunió con varios jefes de Estado en ejercicio, incluido Michel Aoun del Líbano, Idriss Déby de Chad, y Vladímir Putin de Rusia.
La planta baja del edificio que albergaba la sede de la campaña de Le Pen fue objeto de un intento de incendio durante la madrugada del 13 de abril de 2017.
En 2017, Le Pen argumentó que Francia como nación no tenía responsabilidad por el Vel 'd'Hiv Roundup, en el que policías de París arrestaron a ciudadanos judíos para deportarlos a Auschwitz como parte del holocausto. Repitió una tesis gaullista según la cual Francia no estaba representada por el régimen de Vichy, sino por la Francia libre de Charles de Gaulle.
El 20 de abril de 2017, a raíz de un tiroteo contra agentes de policía que fue tratado como un presunto ataque terrorista, Le Pen canceló un acto de campaña planificado. Al día siguiente, pidió el cierre de todas las mezquitas "extremistas", también pidió la expulsión de los predicadores de odio y las personas en la lista de vigilancia de los servicios de seguridad franceses, y la revocación de su ciudadanía. The Guardian señaló que el ataque podría servir como "munición" para los candidatos de derecha en las elecciones, incluida Le Pen.
El 21 de abril de 2017, el entonces presidente de Estados Unidos, Donald Trump, escribió en Twitter que el tiroteo tendría "un gran efecto en las elecciones presidenciales". Más tarde ese día, Trump dijo que Le Pen era "la más fuerte sobre las fronteras, y ella es la más fuerte en lo que ha estado sucediendo en Francia". Mientras tanto, el expresidente de Estados Unidos, Barack Obama, telefoneó a Emmanuel Macron para expresar su apoyo.

#### Segunda vuelta

Resultados de la primera vuelta de las elecciones presidenciales de 2017. Los departamentos en los que Le Pen recibió la mayor parte de los votos están en azul oscuro.

Le Pen obtuvo el 21,3 % de los votos (7,7 millones de votos) en la primera ronda de las elecciones del 23 de abril de 2017, colocándola en segundo lugar detrás de Macron, que recibió el 24,0 %, lo que significa que se enfrentarían en la segunda vuelta programada para el 7 de mayo. El 24 de abril de 2017, el día después de la primera ronda de votaciones, Le Pen anunció que dimitiría como líder del FN de ser electa presidenta en un intento de unir a los votantes. "El presidente de la República es el presidente de todo el pueblo francés, deben unirlos a todos", dijo.
Después de pasar a la segunda vuelta, dijo que la campaña era ahora "un referéndum a favor o en contra de Francia" y trató de convencer a quienes votaban por el candidato socialista Jean-Luc Mélenchon para que la apoyaran. Esta elección fue luego criticada por aquellos en su partido que creían que ella había abandonado a los votantes de François Fillon a pesar de su postura conservadora y antiinmigrante. El 1 de mayo de 2017, apareció un video de Le Pen copiando secciones de un discurso de François Fillon palabra por palabra.
En los primeros días de la campaña de la segunda vuelta, la brecha en las encuestas de opinión comenzó a reducirse. El 25 de abril, Le Pen fue a Amiens en una visita inesperada para reunirse con trabajadores en la fábrica de Whirlpool mientras Macron estaba en una reunión con funcionarios locales al mismo tiempo, y Le Pen recibió una bienvenida positiva. Macron también visitó a los trabajadores de la fábrica, pero fue abucheado por una multitud hostil.
En general, se consideró a Le Pen como perdedora del debate televisado entre los dos candidatos. Su actuación fue fuertemente criticada por políticos, comentaristas y miembros de su propio partido, y descrita como un "sabotaje" por el periodista conservador Eric Zemmour. La propia Le Pen reconoció posteriormente que había "fallado" durante el debate. En los días siguientes, comenzó a retroceder en las encuestas de opinión.
El 7 de mayo, concedió la victoria a Emmanuel Macron. Su porcentaje de votos del 33,9 % fue más bajo de lo que habían predicho las encuestas y se atribuyó a su pobre desempeño en el debate. Inmediatamente anunció una "transformación total" del FN en los meses siguientes.

### Miembro de la Asamblea Nacional: 2017-presente
El 18 de mayo de 2017, Le Pen anunció que se presentaría como candidata a las elecciones parlamentarias en la 11.ª circunscripción de Pas-de-Calais, en su quinto intento de ser elegida diputada. Recibió poco menos del 46% de los votos en la primera ronda y ganó la segunda con poco menos del 58 % contra Anne Roquet de En Marche. Se convirtió en miembro del Comité de Asuntos Exteriores de la Asamblea Nacional. Luego renunció como miembro del Parlamento Europeo.
En 2019, se informó que Le Pen ya no quiere que Francia abandone la Unión Europea, ni que abandone la moneda euro. En cambio, se informó que ella y su partido quieren cambiar el bloque de la UE desde adentro junto con sus partidos aliados.
El 4 de julio de 2021 fue elegida nuevamente para encabezar la Agrupación Nacional sin candidato opositor.

### Tercera candidatura presidencial: 2022
En enero de 2020, Le Pen anunció su tercera candidatura a la presidencia de Francia en las elecciones presidenciales de 2022. El 15 de enero de 2022 lanzó su campaña.
En febrero de 2022, durante la campaña presidencial de Le Pen, Stéphane Ravier, el único senador de su partido político, respaldó públicamente a su rival presidencial de extrema derecha, Éric Zemmour.

### Inhabilitación y prisión
El 31 de marzo de 2025, la Justicia francesa la inhabilitó junto con más de 20 otras figuras del partido (11 de ellos eurodiputados), para presentarse a las elecciones durante 5 años con inelegibilidad inmediata y una multa de 100.000 euros por malversación de fondos públicos. Además fue condenada a 4 años de cárcel.

## Posiciones políticas
Le Pen ha sido ampliamente calificado como de extrema derecha en el espectro político.
Marine Le Pen sostiene que el programa de inmigración del FN es más conocido entre los votantes; así se ha concentrado en los programas económicos y sociales del partido.
Descrita como más democrática y republicana que su padre nacionalista, Jean-Marie Le Pen, el anterior líder del FN, ha intentado cambiar la imagen del partido, basándose en posiciones políticas reformuladas, y ha cambiado algunas posiciones políticas del partido, defendiendo las uniones civiles de parejas del mismo sexo, aceptando el aborto incondicional y retirando la pena de muerte de su plataforma.

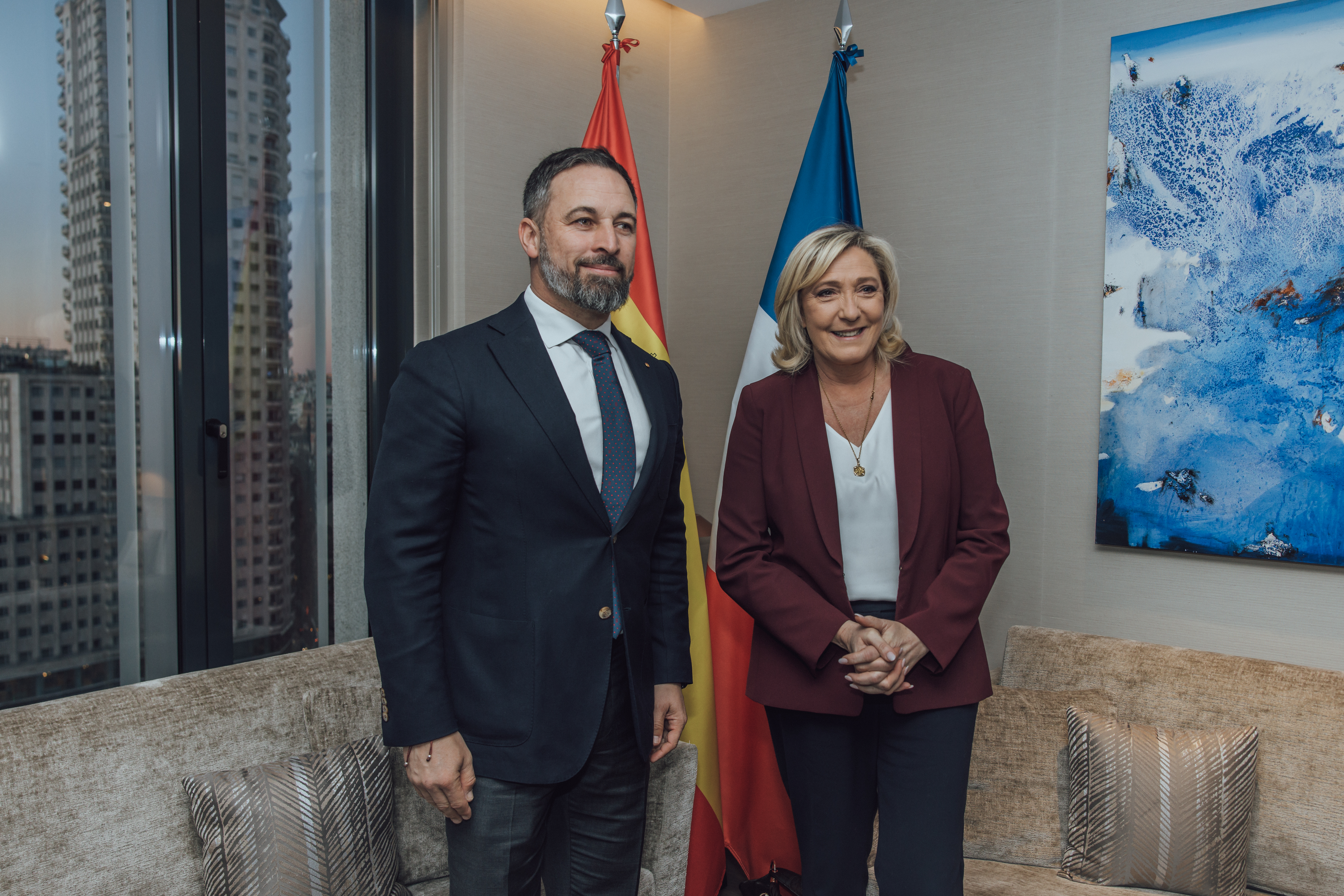
Le Pen con el político español Santiago Abascal, 28 de enero de 2022.

En política económica, Le Pen favorece el proteccionismo como alternativa al libre comercio. Apoya el nacionalismo económico, la separación de la banca de inversión y la banca minorista, y la diversificación energética, y se opone a la privatización de los servicios públicos y la seguridad social, la especulación en los mercados internacionales de productos básicos, y la Política Agrícola Común.
Le Pen se opone a la globalización, a la que culpa de varias tendencias económicas negativas, y se opone al supranacionalismo y federalismo de la Unión Europea, en lugar de favorecer una "Europa de las Naciones" vagamente confederada. Ha pedido que Francia abandone la zona euro y que se celebre un referéndum sobre la salida de Francia de la UE. Sin embargo, a partir de 2019, ya no aboga porque Francia abandone la UE o la moneda del euro. Ha sido una abierta oponente del Tratado de Lisboa, y se opone a la adhesión de Turquía y Ucrania a la UE. Le Pen se ha comprometido a sacar a Francia de la OTAN y de la esfera de influencia de Estados Unidos. Propone la sustitución de la Organización Mundial del Comercio y la abolición del Fondo Monetario Internacional.
Dio un giro más a la derecha en materia económica en el marco de su candidatura presidencial en 2022, abandonando la vuelta a la jubilación a los 60 años, la defensa de la semana laboral de 35 horas, el cuestionamiento de la ley laboral de François Hollande, y proponiendo recortes fiscales para las empresas y una reducción del gasto público. También defiende la "prioridad nacional", que excluiría a los extranjeros de la asistencia social y de determinados servicios públicos.
Le Pen y el FN creen que el multiculturalismo ha fracasado y abogan por la "desislamización" de la sociedad francesa. Le Pen ha pedido una moratoria sobre la inmigración legal. Ella derogaría las leyes que permiten a los inmigrantes ilegales convertirse en residentes legales, y ha argumentado que los beneficios proporcionados a los inmigrantes se reducirán para eliminar los incentivos para los nuevos inmigrantes. Tras el comienzo de la Primavera Árabe y la crisis migratoria europea, pidió a Francia que se retirara del espacio Schengen y restableciera los controles fronterizos.
En política exterior, Le Pen fomenta el establecimiento de una asociación privilegiada con Rusia, a la que apoyó en su invasión de Crimea, y cree que Ucrania ha sido "subyugada" por los Estados Unidos. Es muy crítica con la política de la OTAN en la región, el sentimiento antirruso de Europa del Este y las amenazas de sanciones económicas. En 2014 obtuvo un préstamo de un banco ligado al Kremlin, el First Czech Russian Bank, presidida por Roman Popov, un financiero con estrechos lazos con el Gobierno ruso de Vladímir Putin en un momento en que no los recibía de los bancos franceses. Fueron nueve millones de euros. Los medios de comunicación rusos Sputnik, RT y otros medios públicos son totalmente favorables a Le Pen.

## Imagen en los medios de comunicación

### Medios nacionales

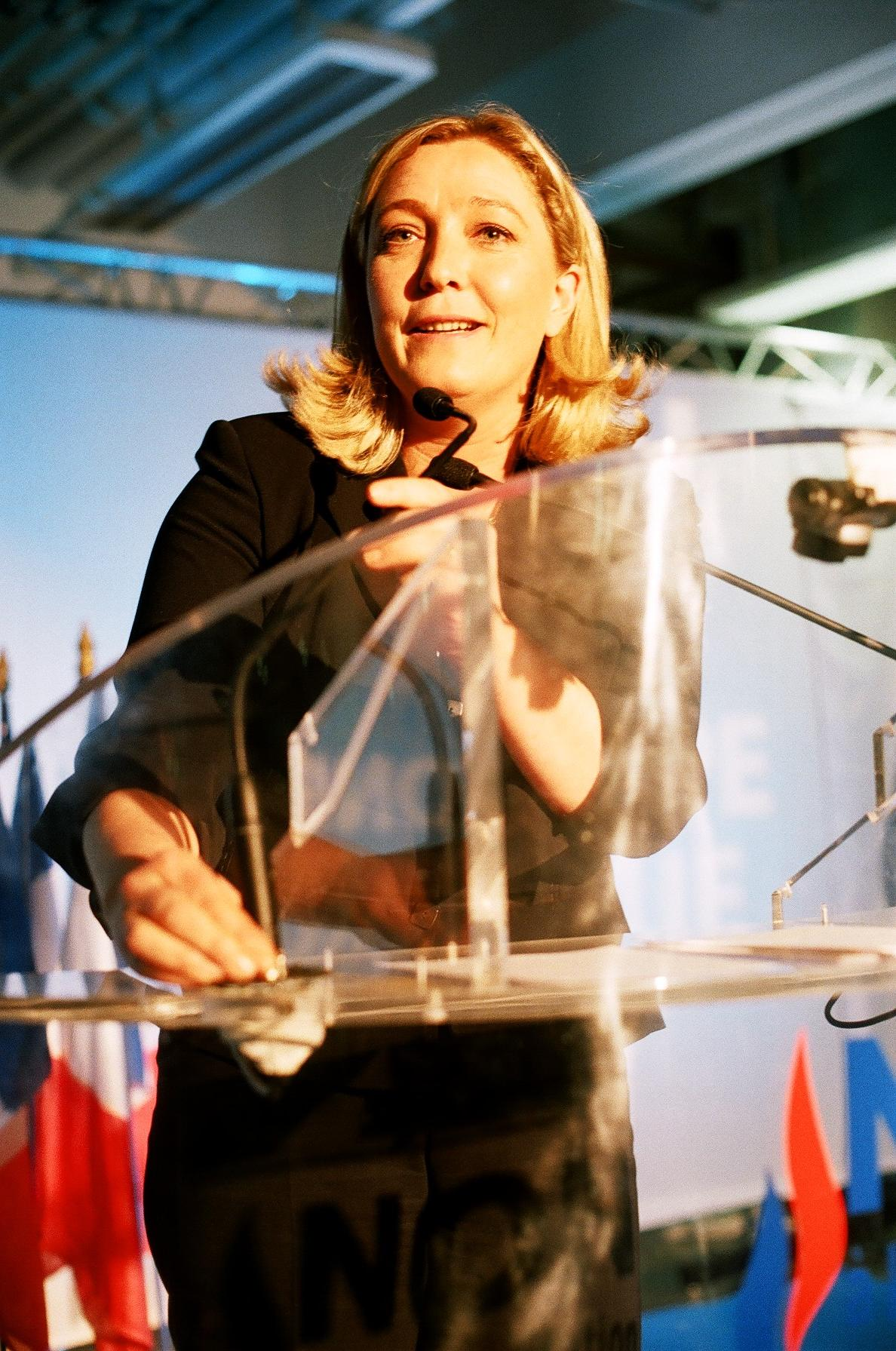
Marine Le Pen en mayo de 2005.

Las apariciones de Le Pen en televisión y radio han jugado un papel importante en su carrera política, y sus actividades políticas son cubiertas regularmente en los medios de comunicación franceses.
Durante una aparición en el programa Mots croisés (Palabras cruzadas) en France 2 el 5 de octubre de 2009, Le Pen citó secciones de la novela autobiográfica de Frédéric Mitterrand The Bad Life, acusándolo de tener relaciones sexuales con niños menores de edad y participar en el turismo sexual, y exigiendo su renuncia como Ministro de Cultura. Según el comentarista político francés Jérôme Fourquet, el caso Mitterrand fue el avance mediático de Le Pen.
Le Pen apareció varias veces en À vous de juger (Tú eres el juez), un programa de debate político en France 2 presentado por la periodista y comentarista Arlette Chabot. En su primera aparición, el 14 de enero de 2010, Marine Le Pen se presentó junto a Éric Besson, Ministro de Inmigración, Integración, Identidad Nacional y Desarrollo Mutuo.

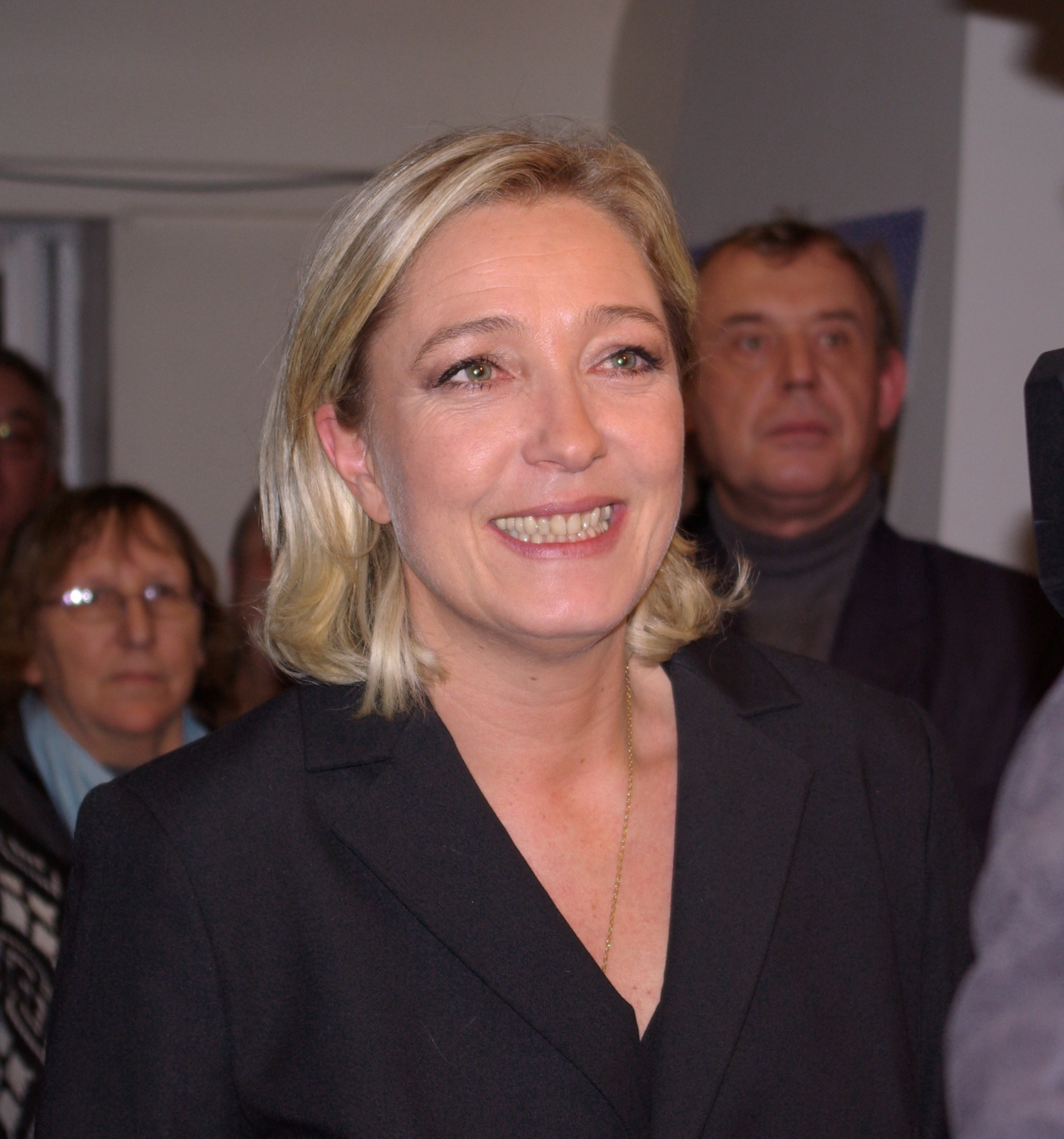
Marine Le Pen en 2008.

En su primera aparición como invitada principal en À vous de juger, el 9 de diciembre de 2010, Chabot y el comentarista político Alain Duhamel le preguntaron sobre cuestiones económicas, sociales y de inmigración; luego participó en debates, primero con el alcalde socialista de Évry Manuel Valls y luego con Rachida Dati, ministra de Justicia. La transmisión fue vista por 3 356 000 espectadores (14,6 % de la audiencia de televisión), las cifras de audiencia más altas para 2010 y la cuarta más alta desde que el programa se emitió por primera vez en septiembre de 2005.
En diciembre de 2010, el periodista francés Guillaume Tabard la describió como la "revelación del año", y como "primero fenómeno electoral" y "un fenómeno mediático después".
À vous de juger fue reemplazado en France 2 por Des paroles et des actes (Palabras y actos), presentado por el periodista y presentador David Pujadas. En su primera aparición como invitada principal el 23 de junio de 2011, Le Pen apareció junto a Cécile Duflot, secretaria nacional de Los Verdes. La transmisión fue vista por 3,582,000 espectadores (el 15,1 % de la audiencia de televisión).
Le Pen también ha aparecido en Parole directe (Discurso directo) en TF1, presentado por Laurence Ferrari y el comentarista político François Bachy. Su primera aparición como invitada única el 15 de septiembre de 2011 fue vista por un promedio de 6 millones de espectadores (23,3 % de la audiencia de televisión) con un pico de 7,3 millones en la segunda mitad del programa.

### Medios internacionales
Le Pen ha aparecido en los medios de comunicación de otros países europeos, Rusia, Oriente Medio, y los Estados Unidos. Apareció en la estación de radio web de Quebec Rockik en diciembre de 2008, Radio Canada en mayo de 2010, y la estación de radio israelí 90FM en marzo de 2011. En marzo de 2011, apareció en la portada de la revista The Weekly Standard. Habló con periodistas internacionales en una conferencia de prensa el 13 de enero de 2012, organizada por el Club de Prensa Europeo-Americano.
El 21 de abril de 2011, apareció en el Time 100 de 2011 con un comentario de Vladimir Zhirinovsky, líder del Partido Liberal Democrático de Rusia de extrema derecha y vicepresidente de la Duma Estatal.
En octubre de 2011, lanzó su libro en Verona, Italia, y conoció a Assunta Almirante, la viuda de Giorgio Almirante, líder del Movimiento Social Italiano de extrema derecha (MSI).
En febrero de 2013, habló en la Cambridge Union Society, la sociedad de debate de la Universidad de Cambridge. Su aparición provocó controversia, con el grupo antifascista Unite Against Fascism oponiéndose a su invitación sobre la base de No Platform y organizando una manifestación fuera del lugar, a la que asistieron alrededor de 200 personas. Las protestas contaron con el apoyo de numerosas sociedades de Cambridge, incluida la Unión de Estudiantes de la Universidad de Cambridge y el Club Laborista de la Universidad de Cambridge; otros grupos, como los Libertarios de Cambridge, apoyaron su invitación.

## Participación electoral

### Elecciones europeas
En las elecciones al Parlamento Europeo de 2004, Le Pen encabezó la lista del FN en la circunscripción de Île-de-France. La lista obtuvo un 8,58% (234 893 votos), ganando uno de los catorce escaños disponibles.
En las elecciones al Parlamento Europeo de 2009, Le Pen encabezó la lista del FN en la circunscripción del noroeste de Francia. El partido obtuvo un 10,18% (253 009 votos), la mayor proporción de votos del FN de los distritos electorales franceses, y ganó uno de los diez escaños. La lista de distritos electorales del FN obtuvo su resultado regional más alto en Picardía (12,57%, 63 624 votos), su resultado departamental más alto en Aisne (13,40%, 19 125 votos), y sus resultados municipales más altos en Pas-de-Calais : Hénin-Beaumont (27,92%, 1 799 votos), Courcelles-lès-Lens (26,57%), Noyelles-Godault (24,72%).

### Elecciones parlamentarias

#### París en 1993
Le Pen se presentó por primera vez al parlamento en las elecciones legislativas de 1993, en el distrito 16 de París (distrito 17 de París). Terminó tercera con 11,10 % (3963 votos), y Bernard Pons (UDR) fue reelegido como diputado con 63,14 % (22 545 votos) en la primera vuelta.

#### Lens en 2002
Se presentó a las elecciones de 2002 en el distrito 13 de Pas-de-Calais, Lens, un bastión socialista económicamente desfavorecido. Le Pen obtuvo el 24,24 % (10 228 votos) en la primera vuelta, clasificándose para la segunda vuelta contra el socialista Jean-Claude Bois, en la que Le Pen obtuvo el 32,30 % (12 266 votos); Bois fue reelegido diputado con el 67,70 % (27 510 votos).

#### Hénin-Beaumont en 2007

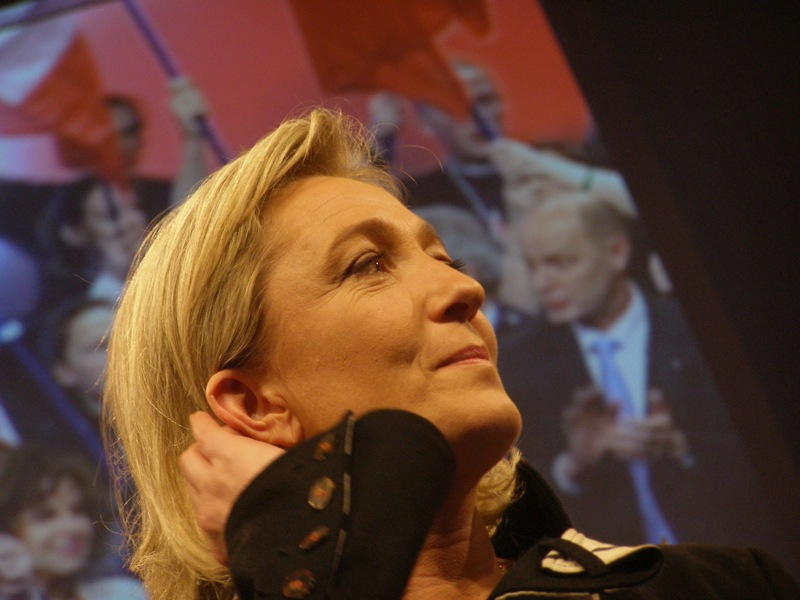
Marine Le Pen durante un mitin presidencial en Lille, el 25 de febrero de 2007.

En las elecciones de 2007, Le Pen y su sustituto Steeve Briois representaron al FN en el distrito 14 de Pas-de-Calais, Hénin-Beaumont, una antigua zona minera de carbón con alto desempleo. Le Pen expresó la opinión de que, debido al desempleo, la deslocalización y la inseguridad, la circunscripción simbolizaba los principales problemas de Francia. El comité de campaña de Le Pen estaba dirigido por Daniel Janssens, quien anteriormente se había desempeñado durante 24 años como teniente de alcalde socialista de Leforest.
Le Pen terminó segunda de catorce candidatos en la primera ronda con el 24,47 % (10 593 votos), detrás del diputado socialista en funciones Albert Facon con el 28,24 % (12 221 votos). Le Pen fue la única candidata del FN en Francia que se clasificó para la segunda vuelta. Después de la primera ronda, Le Pen fue respaldada por los políticos gaullistas Alain Griotteray y Michel Caldagués y el eurodiputado souverainiste Paul-Marie Coûteaux.
En la segunda vuelta, Le Pen obtuvo el 41,65 % (17 107 votos) y Facon fue reelegido diputado con el 58,35 % (23 965 votos). Sus mejores resultados se dieron en Courcelles-lès-Lens (48,71 %), Noyelles-Godault (47,85 %), y Hénin-Beaumont (44,54 %, 4 729 votos). Según los analistas políticos, la fuerte actuación de Le Pen en el distrito electoral fue el resultado de problemas económicos y sociales como la desindustrialización, el desempleo y un sentimiento de abandono, más que la inmigración o la seguridad.

#### Hénin-Beaumont en 2012
En las elecciones de 2012, Le Pen, ahora líder del FN, se situó en la 11.ª circunscripción de Pas-de-Calais, que ahora contenía Henin-Beaumont después de la redistribución de distritos, donde obtuvo sus mejores resultados en las elecciones presidenciales. Sus oponentes fueron Philippe Kemel y Jean-Luc Mélenchon. Terminó primera en la primera ronda el 10 de junio de 2012, con el 42,36 % (22 280 votos), y fue derrotada en la segunda ronda por Philippe Kemel.
En 2014, el Tribunal Penal de Bethune declaró a Marine Le Pen culpable de fraude electoral, por producir y distribuir folletos durante las elecciones de 2012 que pretendían ser del oponente electoral Jean-Luc Mélenchon, pidiendo votos 'árabes'. Se le ordenó pagar una multa de 10 000 euros.

### Elecciones regionales

#### Nord-Pas-de-Calais en 1998
En las elecciones de 1998, fue incluida en la lista del FN en Nord-Pas-de-Calais y fue consejera regional durante seis años (1998-2004).

#### Isla de Francia en 2004
En las elecciones de 2004, encabezó la lista regional del FN en Île-de-France y la lista departamental en Hauts-de-Seine.
Su lista obtuvo el 12,26 % (448 983 votos) en la primera vuelta y alcanzó el 10,11 % (395 565 votos) con quince concejales elegidos en la segunda vuelta.
Le Pen dirigió al grupo regional durante cinco años, dimitiendo en febrero de 2009 para concentrarse en la campaña electoral europea en el distrito electoral del noroeste de Francia. Miembro del comité permanente, lideró la oposición al ejecutivo regional de izquierda dirigido por Jean-Paul Huchon.

#### Nord-Pas-de-Calais en 2010
En las elecciones de 2010, Marine Le Pen encabezó la lista regional del FN en Nord-Pas-de-Calais y la lista departamental en Pas-de-Calais.
En la primera ronda, su lista obtuvo un 18,31 % (224 871 votos) y terminó en la tercera posición en Nord-Pas-de-Calais. En Pas-de-Calais, su lista obtuvo un 19,81 % (96 556 votos), por delante de la UMP (15,91 %, 77 550 votos), y ganó por un amplio margen en Hénin-Beaumont (39,08 %, 2 949 votos). La lista de Le Pen alcanzó el segundo resultado más alto de las listas regionales del FN en el país, detrás de la lista de su padre Jean-Marie Le Pen en Provenza-Alpes-Costa Azul, que recibió el 20,30 % (296 283 votos). En Pas-de-Calais, recibió una proporción de votos mayor que la que recibió Jean-Marie Le Pen en la primera vuelta de las elecciones presidenciales de 2002 (18,41 %, 135 330 votos).
En la segunda vuelta, su lista obtuvo 22,20% (301 190 votos) en Nord-Pas-de-Calais, terminando en la tercera posición. Dieciocho concejales del FN fueron elegidos entre los 113 del consejo regional de Nord-Pas-de-Calais. La lista de Le Pen tuvo la segunda mayor proporción de votos de las listas regionales del FN en Francia, detrás de la lista de Jean-Marie Le Pen, que recibió el 22,87 % (387 374 votos) con 21 concejales elegidos. En Pas-de-Calais, su lista obtuvo un 24,37 % (130 720 votos), quedando por delante de la UMP (22,63 %, 121 365 votos), y alcanzó sus mejores resultados municipales en Hénin-Beaumont (44,23 %, 3 829 votos) y Courcelles-lès-Lens (40,60 %). Su lista alcanzó el segundo resultado del FN departamental más alto del país, detrás de Vaucluse (26,54 %). Su porcentaje de votos regionales y el porcentaje de votos en Pas-de-Calais fueron más altos que los de Jean-Marie Le Pen en la segunda vuelta de las elecciones presidenciales de 2002 (21,89 %, 445 357 votos; 22,17 %, 170 967 votos).
El éxito de Le Pen en estas elecciones reforzó su posición interna dentro del FN. Como miembro del comité permanente y presidenta del grupo regional (Frente Nacional/Encuentro para Nord-Pas-de-Calais), lideró la oposición al ejecutivo regional de izquierda dirigido por Daniel Percheron.

### Elecciones municipales

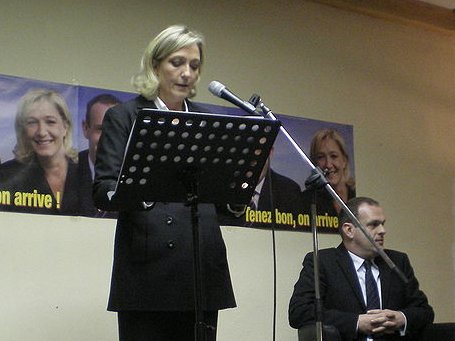
Marine Le Pen y Steeve Briois celebran una conferencia de prensa en Hénin-Beaumont, Pas-de-Calais, para el lanzamiento de sus candidaturas en las elecciones municipales de 2008.

#### Hénin-Beaumont en 2008
Desde 2001, Gérard Dalongeville es alcalde de Hénin-Beaumont, una ciudad económicamente desfavorecida en una antigua zona minera de carbón.
Concejal municipal desde 1995, Steeve Briois encabezó la lista del FN con Marine Le Pen en la segunda posición. La lista del FN quedó en segundo lugar con el 28,53 % (3 650 votos) en la primera vuelta y alcanzó el 28,83 % (3 630 votos) con cinco concejales elegidos en la segunda vuelta.
Tras las elecciones, Briois y Le Pen se opusieron al alcalde reelegido Gérard Dalongeville y su primera vicealcaldesa Marie-Noëlle Lienemann.

#### Elecciones de Hénin-Beaumont de 2009
Las elecciones municipales se celebraron en Hénin-Beaumont el 28 de junio y el 5 de julio de 2009. Como en 2008, Steeve Briois fue el principal candidato del FN con Le Pen en la segunda posición.
La lista del FN lideró por un amplio margen después de la primera vuelta, con el 39,33 % (4 485 votos), y recibió el 47,62 % (5 504 votos) en la segunda vuelta, con ocho concejales elegidos, aunque el FN volvió a no ganar el municipio.
Briois, Le Pen y los otros seis concejales del FN formaron la oposición contra el nuevo alcalde Daniel Duquenne y su sucesor Eugène Binaisse.
El 24 de febrero de 2011, Le Pen dimitió como concejal municipal debido a la ley de acumulación de mandatos ("cumul des mandats"). En una carta titulada "¡Me quedo en Hénin-Beaumont!", Expresó la opinión de que sus actividades políticas serían más eficaces para la ciudad a nivel regional y europeo que en el consejo municipal.